# Hollywood Dream
Hollywood Dream é um álbum da banda de rock britânica Thunderclap Newman. Lançado em 1969, foi o primeiro e único LP do grupo. Deu origem ao hit single "Something in the Air", que alcançou o topo das paradas musicais britânicas em 1969.
O álbum foi produzido por Pete Townshend, responsável por reunir a primeira formação da banda. O guitarrista do The Who participou das gravações tocando baixo, sendo creditado sob o pseudônimo "Bijou Drains".

## Faixas
Álbum original
1. "Hollywood #1" - 3:20
2. "The Reason" - 4:05
3. "Open the Door, Homer" (Bob Dylan) - 3:00
4. "Look Around" - 2:59
5. "Accidents" - 9:40
6. "Wild Country" - 4:14
7. "When I Think" - 3:06
8. "The Old Cornmill" - 3:58
9. "I Don't Know" - 3:44
10. "Hollywood Dream (Instrumental)" (Jack McCulloch, Jimmy McCulloch) - 3:06
11. "Hollywood #2" - 2:54
12. "Something in the Air" – 3:54

Relançamento em CD de 1991
Nesta versão, "Something in the Air" tornou-se a faixa de abertura, e o álbum ganhou como bônus os lados A e B dos singles lançados pela banda.
1. "Something in the Air (Single Version)" - 3:54
2. "Wilhelmina" (Andy Newman) - 2:56
3. "Accidents (Single Version)" - 3:46
4. "I See It All" (Jack McCulloch, Jimmy McCulloch) - 2:46
5. "The Reason (Single Version)" - 3:47
6. "Stormy Petrel" (Newman) - 2:57